# Marquesado de Mota de Trejo
El Marquesado de Mota de Trejo es un título nobiliario español creado el 8 de diciembre de 1629 por el rey Felipe IV a favor de Francisco de Trejo Monroy, Capitán de Infantería de las Galeras de España, Gobernador de Málaga, señor de Chamartín de la Rosa, I marqués de la Rosa.

## Marqueses de Mota de Trejo
|                                 | Titular                                     | Periodo                |
| Creación por Felipe IV          | Creación por Felipe IV                      | Creación por Felipe IV |
| ------------------------------- | ------------------------------------------- | ---------------------- |
| I                               | Francisco de Trejo Monroy Paniagua          | 1629-1648              |
| II                              | Gabriel de Trejo Monroy y Jáuregui          | 1648- ?                |
| III                             | Ángela de Trejo y Jáuregui                  | ? -1668                |
| IV                              | Fernando de la Cerda y Trejo                | 1668-1696              |
| V                               | Fernando de la Cerda y Denti                | 1696-1758              |
| VI                              | Joaquín de la Cerda y Torquemada            | 1758-1767              |
| VII                             | Antonio María de la Cerda y Vera            | 1767-1828              |
| VIII                            | Fernando Rafael Cabrera y Pérez de Saavedra | 1828-1843              |
| IX                              | Juan Bautista Cabrera y Bernuy              | 1843-1872              |
| Rehabilitación por Alfonso XIII |                                             |                        |
| X                               | María de la Soledad Cabrera y Trillo        | 1918-1942              |
| XI                              | José Carlos Quero y Cabrera                 | 1942-1952              |
| XII                             | María de la Soledad Quero y Cabrera         | 1952- ?                |
| XIII                            | María de la Soledad de la Cuesta y Quero    | 2010-actual titular    |

## Historia de los Marqueses de Mota de Trejo
- Francisco de Trejo Monroy y Paniagua (1570-1648), I marqués de Mota de Trejo, I marqués de la Rosa (16 de octubre de 1629).

1. Casó con Isabel Jáuregui y Salazar. Le sucedió su hijo:

- Gabriel de Trejo Monroy y Jáuregui, II marqués de Mota de Trejo, II marqués de la Rosa. Canónigo de Plasencia. Sin descendientes. Le sucede su hermana:

- Ángela de Trejo y Jáuregui (1613-1668), III marquesa de Mota de Trejo, III marquesa de la Rosa.

1. Casó con Fernando de la Cerda e Ibarra. Le sucedió su hijo:

- Fernando de la Cerda y Trejo (1641-1696), IV marqués de Mota de Trejo, IV marqués de la Rosa.

1. Casó con Juana Denti y Castelli, hija de Vicente Denti y de Ángela castelli, duques de Piraino, príncipes de Castellazzo . Le sucedió su hijo:

- Fernando de la Cerda y Denti (1680-1758), V marqués de Mota de Trejo, V marqués de la Rosa.

1. Casó con María Bibiana de Torquemada. Le sucedió su hijo:

- Joaquín de la Cerda y Torquemada (1719-1767), VI marqués de Mota de Trejo, VI marqués de la Rosa.

1. Casó con María Guadalupe de Vera de Aragón. Le sucedió su hijo:

- Antonio María de la Cerda y Vera (1750-1828), VII marqués de Mota de Trejo, VII marqués de la Rosa.

1. Casó con Antonia García con quien tuvo dos hijos, Antonia y Ambrosio, no reconocidos como legítimos en España. Designó sucesor a un bisnieto de Ana María de la Cerda y Torquemada, hermana del sexto marqués:

- Fernando Rafael Cabrera y Pérez de Saavedra-Narváez (1798-1843), VIII marqués de Mota de Trejo, VIII marqués de la Rosa, VIII marqués de Villaseca, VIII marqués de Fuentes, VII conde de Villanueva de Cárdenas, conde de la Jarosa, VII conde de Talhara.

1. Casó con María del Carmen Bernuy y Aguado. Le sucedió su hijo:

- Juan Bautista Cabrera y Bernuy (1830-1872), IX marqués de Mota de Trejo, IX marqués de la Rosa, IX marqués de Villaseca, IX marqués de Fuentes, VIII conde de Villanueva de Cárdenas, conde de la Jarosa, VIII conde de Talhara. Sin dscendientes. Le sucedió, por rehabilitación, su sobrina nieta:

Rehabilitado en 1918 por:
- María de la Soledad Cabrera y Trillo-Figueroa, X marquesa de Mota de Trejo.

1. Casó con Carlos Quero y Goldoni. Le sucedió, en 1942, su hijo:

- José Carlos Quero y Cabrera, XI marqués de Mota de Trillo. Le sucedió, en 1953, su hermana:

- María de la Soledad Quero y Cabrera (n. en 1923), XII marquesa de Mota de Trejo.

1. Casó con Antonio Javier de la Cuesta y Ruiz de Almodóvar. Le sucedió, en 2010, su hija:

- María de la Soledad de la Cuesta y Quero (n. en 1955), XIII marquesa de Mota de Trejo.

1. Casó con Ignacio García Govantes.